# Грег Белл
Грегорі Кертіс «Грег» Белл (англ. Gregory Curtis «Greg» Bell; нар. 7 листопада 1930 — 25 січня 2025) — американський легкоатлет, олімпійський чемпіон (1956) зі стрибків у довжину.

## Життєпис
Народився в місті Терре-Хот, округ Віго, штат Індіана.
У 1955 році, будучи першокурсником Університету штату Індіана, переміг у стрибках у довжину на першості AAU.
На літніх Олімпійських іграх 1956 року у Мельбурні (Австралія) виборов золоту олімпійську медаль, встановивши олімпійський рекорд (7.83 м).
Двічі поспіль, у 1956—1957 роках, ставав чемпіоном першості NCAA. Також виграв чемпіонат AAU 1958 року у закритих приміщеннях.
На Панамериканських іграх 1959 року в Чикаго (США) виборов срібну медаль.
Після закінчення університету став дантистом.
Помер 25 січня 2025 року у віці 94 років.